# Parayasa rustica
Parayasa rustica är en insektsart som beskrevs av William Lucas Distant. Parayasa rustica ingår i släktet Parayasa och familjen hornstritar. Inga underarter finns listade i Catalogue of Life.